# Eugene Galanter
Eugene Galanter (Filadelfia, 27 ottobre 1924 – New York, 9 novembre 2016) è stato uno psicologo statunitense.

## Biografia
Ha partecipato alla Seconda guerra mondiale e dopo il suo rientro in patria si è laureato allo Swarthmore College continuando gli studi con un dottorato di ricerca in psicologia all’Università della Pennsylvania. Ha preso servizio presso Harvard e a Washington divenne presidente del dipartimento di psicologia. Alla Columbia University ha dato un ampio contributo creando il Psychophysics Laboratory impegnandosi nella ricerca teorica e portando avanti progetti del governo americano. Ha collaborato con molti autori e, in seguito alla pubblicazione di Plans and the Structure of Behaviour, ha lavorato affinché la psicologia potesse avvicinarsi alle scienze naturali in particolare alla matematica.
Era sostenitore della tesi secondo cui i fenomeni psicologici, se misurati, possono rilevare delle leggi universali valide per regolare il pensiero e il comportamento umano. Nel 1963, con Bush e Luce, pubblicarono il manuale Mathematical Psychology. Insieme con la figlia, Michelle Galanter, hanno co-inventato il brevetto statunitense Galanter Educational Assessment Lattice ed è fondamentale per la valutazione del progresso dei bambini poiché consente agli insegnanti di avere istruzioni specifiche per la zona di sviluppo prossimale di ogni bambino. Galanter muore nel 2016 dopo una lunga lotta contro il cancro.